# Old Friends in Concert
Old Friends in Concert ist ein Livealbum des Sängers und Liedermachers Hannes Wader zusammen mit Allan Taylor aus dem Jahr 2013.

## Entstehung
Nachdem sich Wader und Taylor häufiger in Schottland, Dänemark und Deutschland getroffen hatten und dabei einzelne Lieder zusammen gesungen hatten, gingen sie im Mai 2011 gemeinsam auf eine siebentägige Tournee. Dabei sangen sie deutsch- und englischsprachige Lieder jeweils mit zusätzlichen übersetzen Strophen im Duett.

## Inhalt
Hannes Wader überträgt seit den 1970er-Jahren immer wieder englischsprachige Lieder ins Deutsche. Dazu gehören auch seine bekannteren Lieder Heute hier, morgen dort (Indian Summer/Day to Day, Town to Town), Kleine Stadt (The Town I Loved So Well) von Phil Coulter, Schon so lang (Been on the Road so Long), Gut wieder hier zu sein (It’s Good to See You) von Allan Taylor und Es ist an der Zeit (The Green Fields of France). Neben It’s Good to See You enthält das Album fünf weitere Taylor-Lieder, die er zum Teil solistisch singt, während die meisten zweistimmig gesungen werden (auch in beiden Sprachen gleichzeitig als A cappella). Das einzige von Wader komponierte Lied ist Unterwegs nach Süden. Ergänzt wird die Aufnahme mit Sag mir wo die Blumen sind (Where Have All the Flowers Gone) und zwei Traditionals.

## Titelliste
| Nr.          | Titel                                                        | Autor(en)                | Übersetzung  | Länge |
| ------------ | ------------------------------------------------------------ | ------------------------ | ------------ | ----- |
| 1.           | Heute hier, morgen dort / Day to Day, Town to Town           | Gary Bolstad             | Wader        | 4:41  |
| 2.           | Ansage                                                       |                          |              | 1:41  |
| 3.           | Los Compañeros                                               | Taylor                   |              | 5:39  |
| 4.           | Schwestern, Brüder / What’s the Life of a Man                | trad.                    | Wader        | 3:27  |
| 5.           | Banjo Man                                                    | Taylor                   |              | 5:10  |
| 6.           | Kleine Stadt / The Town I Loved So Well                      | Phil Coulter             | Wader        | 5:03  |
| 7.           | Leaving at Dawn                                              | Taylor                   |              | 4:35  |
| 8.           | Ansage                                                       |                          |              | 0:51  |
| 9.           | Es ist an der Zeit / The Green Fields of France              | Eric Bogle               | Wader        | 5:32  |
| 10.          | Unterwegs nach Süden                                         | Wader                    |              | 5:16  |
| 11.          | Kerouac’s Dream                                              | Taylor                   |              | 4:22  |
| 12.          | Ansage                                                       |                          |              | 1:04  |
| 13.          | Gut wieder hier zu sein / It’s Good to See You               | Taylor                   | Wader        | 5:13  |
| 14.          | Sag mir wo die Blumen sind / Where Have All the Flowers Gone | Pete Seeger              | Max Colpet   | 4:36  |
| 15.          | I’m Going Home                                               | Taylor                   |              | 6:00  |
| 16.          | Dat du min Leevsten büst / Night Visiting Song               | trad., Bearbeitung Wader | Finbar Furey | 2:58  |
| 17.          | Schon so lang / Been on the Road so Long                     | Alex Campbell            | Wader        | 4:53  |
| Gesamtlänge: | Gesamtlänge:                                                 | Gesamtlänge:             | Gesamtlänge: | 71:11 |

## Produktion
Die Liveaufnahmen stammen aus dem Mai 2011. Veröffentlicht wurde das Album von Universal Music Jazz, einem Label der Universal Music Group. Produktion, Mischung und Mastering übernahm Ben Ahrens, die Tourneeleitung hatte Peter Ledebur. Die Fotos des Booklets stammen von Martin Huch und Christoph Huppert.

## Rezensionen
Der Berliner Musikverlag Buschfunk schreibt:

„Zwar erstaunt die Harmonie der Stimmen, doch schon das uninspirierte Spiel der Gitarren führt zu einer extremen Bedächtigkeit des Vortrages. Unter Aussparung fast jeglicher Emotionalität macht die Aufnahme den Zuhörer mehr und mehr schläfrig, doch der Saal tobt. Verstehe dies, wer will …“

Jan Victor schreibt in seinem Musik-Block:

„Zwei Gitarren, zwei Stimmen, zwei Sprachen – ein außergewöhnliches Live-Album. Bei Kleine Stadt / The Town I Loved So Well haben der englische Originaltext von Phil Coulter über die militärische Situation im nord-irischen Derry und Hannes Waders melancholischen Verse über das Zusammenkommen an einem Urlaubsort sogar recht unterschiedliche Inhalte, was aber nicht unpassend wirkt, sondern dem geistigen Auge des Zuhörers einen interessanten Episodenstil vorgibt. Hannes Wader […] zeigt sich hier auch mal von einer anderen Seite, wenn er bei Allan Taylors Songs die subtile, aber ausgefeilte zweite Gitarre spielt. Ein Hörgenuss. Man merkt, dass es sich die beiden nicht bequem und einfach gemacht haben, sondern ihren Spaß am Spielen mit hohen musikalischen Anspruch verbinden. Die Wader-Experten merken sicherlich, dass dieser sich in Tempo und/oder Tonart bisweilen von seinen Gewohnheiten löst […], um sich Allan Taylor anzupassen.
Ben Ahrens hat bei der Aufnahme und Produktion exzellente Arbeit geleistet. Diese Art von Musik erfordert einen kristallklaren Sound von Gitarren und Stimmen, der hier in der Tat erreicht wird.“